# Bodianus
Bodianus é um gênero de peixes da família Labridae

## Espécies
- Bodianus anthioides (Bennett, 1832)
- Bodianus axillaris (Bennett, 1832)
- Bodianus bathycapros (Gomon, 2006)
- Bodianus bilunulatus (Lacepède, 1801)
- Bodianus bimaculatus (Allen, 1973)
- Bodianus busellatus (Gomon, 2006)
- Bodianus cylindriatus (Tanaka, 1930)
- Bodianus diana (Lacepède, 1801)
- Bodianus dictynna (Gomon, 2006)
- Bodianus diplotaenia (Gill, 1862)
- Bodianus eclancher (Valenciennes, 1846)
- Bodianus flavifrons (Gomon, 2001)
- Bodianus flavipinnis (Gomon, 2001)
- Bodianus frenchii (Klunzinger, 1879)
- Bodianus insularis (Gomon & Lubbock, 1980)
- Bodianus izuensis (Araga & Yoshino, 1975)
- Bodianus leucosticticus (Bennett, 1832)
- Bodianus loxozonus (Snyder, 1908)
- Bodianus macrognathos (Morris, 1974)
- Bodianus macrourus (Lacepède, 1801)
- Bodianus masudai (Araga & Yoshino, 1975)
- Bodianus mesothorax (Bloch & Schneider, 1801)
- Bodianus neilli (Day, 1867)
- Bodianus neopercularis (Gomon, 2006)
- Bodianus opercularis (Guichenot, 1847)
- Bodianus oxycephalus (Bleeker, 1862)
- Bodianus paraleucosticticus (Gomon, 2006)
- Bodianus perditio (Quoy & Gaimard, 1834)
- Bodianus prognathus (Lobel, 1981)
- Bodianus pulchellus (Poey, 1860)
- Bodianus rubrisos (Gomon, 2006)
- Bodianus rufus (Linnaeus, 1758)
- Bodianus sanguineus (Jordan & Evermann, 1903)
- Bodianus scrofa (Valenciennes, 1839)
- Bodianus sepiacaudus (Gomon, 2006)
- Bodianus solatus (Gomon, 2006)
- Bodianus speciosus  (Bowdich, 1825)
- Bodianus tanyokidus  (Gomon & Madden, 1981)
- Bodianus thoracotaeniatus (Yamamoto, 1982)
- Bodianus trilineatus  (Fowler, 1934)
- Bodianus unimaculatus  (Günther, 1862)
- Bodianus vulpinus  (Richardson, 1850)